# (51825) Davidbrown
Davidbrown. Asteroide n.º 51825 de la serie (2001 OQ33 ), descubierto desde Monte Palomar (California) por Eleanor F. Helin el 19 de julio de 2001, dentro del programa NEAT (Near-Earth Asteroid Tracking Program).-
Nombrado en honor de David McDowell Brown (1956-2003), especialista de misión en el transbordador espacial Columbia, desintegrado en su reentrada en la atmósfera terrestre el 1 de febrero de 2003.-